# Озтюрк, Фатих
Фатих Озтюрк (тур. Fatih Öztürk; 22 декабря 1986 года, Фальсбур) — турецкий футболист, вратарь.

## Клубная карьера
Фатих Озтюрк начинал свою карьеру футболиста, играя на правах аренды за клуб турецкой Третьей лиги «Гёльджюкспор» в сезоне 2010/2011. В начале сентября 2011 года он перешёл в команду Второй лиги «1461 Трабзон», с которой в следующем году вышел в Первую лигу.
В начале августа 2013 года Озтюрк стал футболистом «Трабзонспора». 18 мая 2014 года он дебютировал в турецкой Суперлиге, выйдя в основном составе в гостевом поединке против «Антальяспора». В конце августа 2015 года вратарь перешёл в «Акхисар Беледиеспор».

## Достижения
«Акхисар Беледиеспор»
- Обладатель Кубка Турции: 2017/18
- Обладатель Суперкубка Турции: 2018